# Raho (zone de planification)
Pour les articles homonymes, voir Raho.
Raho est une zone de planification située à 8 km à l'ouest du centre-ville de Tampere en Finlande. 
Raho comprend les zones statistiques: Epilä, Kaarila, Villilä, Kalkku et Rahola.